# Allenwiller
Allenwiller je občina v departmaju Bas-Rhin francoske regije Alzacija.
Leta 2006 je v občini živelo 767 oseb oz. 155 oseb/km².